# 克羅克特 (加利福尼亞州)
克羅克特（英語：Crockett）是位於美國加利福尼亞州康特拉科斯塔縣的一個人口普查指定地區。

## 地理
克羅克特的座標為38°03′09″N 122°12′47″W / 38.05250°N 122.21306°W，而該地最高點為海拔高度39米（即128英尺）。

## 人口
根據2010年美國人口普查的數據，克羅克特的面積為2.746平方千米，當中陸地面積為2.746平方千米，而水域面積為0.000平方千米。當地共有人口3094人，而人口密度為每平方千米1,126人。